# Paisaje con Polifemo
Paisaje con Polifemo es un cuadro del pintor Nicolas Poussin, realizado en 1649, que se encuentra en el Museo del Hermitage de San Petersburgo (Rusia).
Un discípulo del pintor italiano Carlo Maratta, Andrea Procaccini, adquirió en 1722 para el rey Felipe V de España una colección pictórica en la que se incluía este cuadro.

## Descripción
Poussin pintó una serie de paisajes en los que plasmó la armonía deseada entre sus habitantes. En este son animales, árboles, montes, diosas a punto de ser sorprendidas por los sátiros y hombres que escuchan la música de la flauta que toca el cíclope Polifemo, según el relato mitológico descrito en Las Metamorfosis de Ovidio.
El gigante Polifemo parece integrado en la montaña, de forma que cuesta identificarlo en la pintura.